# Johann Gottfried Wetzstein

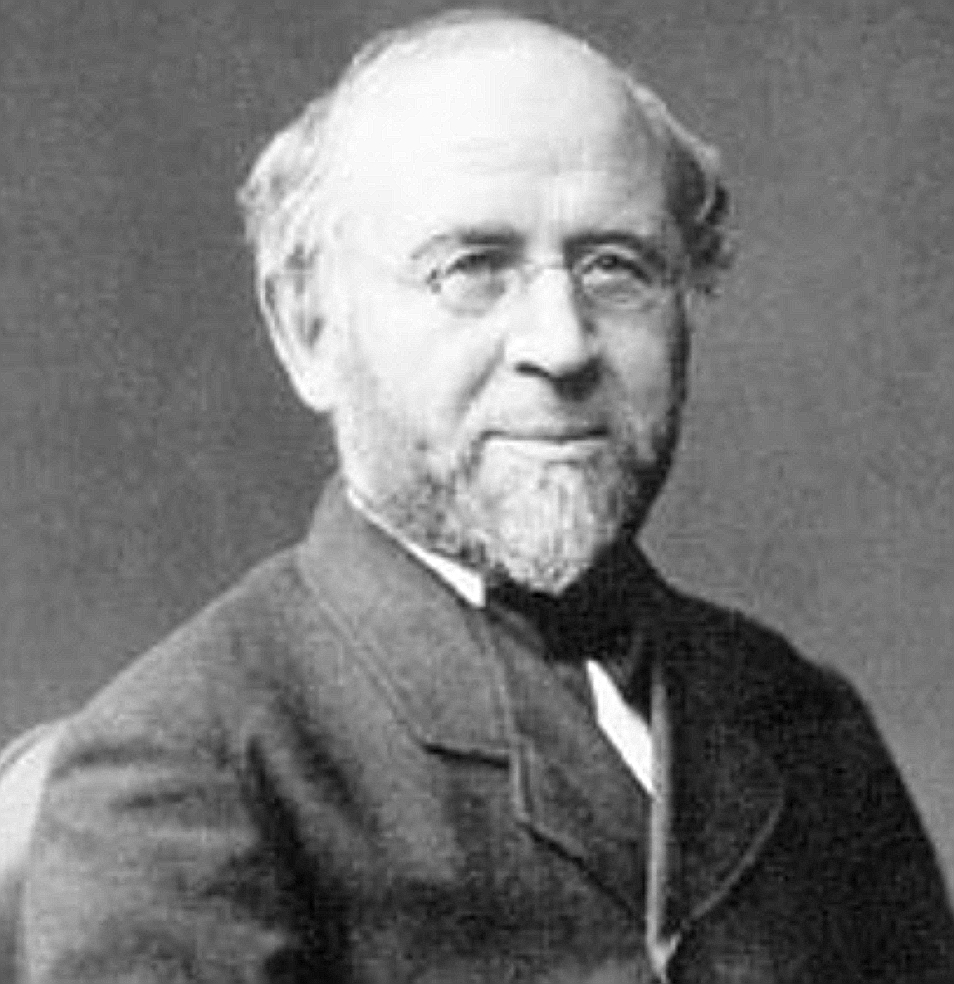
Johann Gottfried Wetzstein.

Johann Gottfried Wetzstein, född den 19 februari 1815 i Oelsnitz, Vogtland, död den 18 januari 1905 i Berlin, var en tysk diplomat och orientalist.
Wetzstein studerade i Leipzig sedan 1836 orientaliska språk, blev docent i Berlin 1846 och preussisk konsul i Damaskus 1848, där han utövade en långvarig verksamhet, som blev av stor betydelse inte endast vetenskapligt, utan även politiskt. Så lyckades han bilägga fientligheterna mellan turkarna och de krigiska invånarna i Hauran, och under förföljelserna mot de kristna 1860 var hans hus jämte Abd-el-kaders ett av de få, som tordes ge skydd åt de flyende till de franska truppernas ankomst. Efter återkomsten till Berlin 1862 verkade han som privatlärd. Han var en av sin tids främsta kännare av levande arabiskt språk, och särskilt låg det honom om hjärtat att belysa Gamla testamentet med det moderna Palestinas och Syriens folkliv, språk och seder. Han publicerade i detta ämne flera uppsatser i Zeitschrift der deutschen morgenländischen Gesellschaft, Berliner Zeitschrift für Erdkunde, Zeitschrift für Ethnologie och Zeitschrift des deutschen Palästinavereins. Bland övriga skrifter märks Reìseberichte über Hauran und die Trachonen mit Karte und Inschriften (1860), Ausgewählte griechische und lateinische Inschriften gesammelt auf Reisen in den Trachonen und um das Haurangebirge (i Abhandlungen der Berlinischen Akademie der Wissenschaften, 1864), Sprachliches aus den Zeltlagern der syrischen Wüste (i Zeitschrift der deutschen morgenländischen Gesellschaft, 1868), Die Liebenden von Amasia. Ein Damascener Schattenspiel, niedergeschrieben, übersetzt und mit Erklärungen versehen (postumt utgiven 1906). Wetzsteins stora samling av arabiska handskrifter (över 2 000) inköptes av kungliga biblioteket i Berlin.